# Acrossus jubingensis
Acrossus jubingensis är en skalbaggsart som beskrevs av Vladimir Balthasar 1967. Acrossus jubingensis ingår i släktet Acrossus och familjen Aphodiidae. Inga underarter finns listade i Catalogue of Life.